# Olympische Winterspiele 1976/Teilnehmer (Iran)
| Gelbes Symbol für Goldmedaillen mit stilisierten Olympischen Ringen | Graues Symbol für Silbermedaillen mit stilisierten Olympischen Ringen | Braundes Symbol für Bronzemedaillen mit stilisierten Olympischen Ringen |
| ------------------------------------------------------------------- | --------------------------------------------------------------------- | ----------------------------------------------------------------------- |
| —                                                                   | —                                                                     | —                                                                       |

Iran nahm an den Olympischen Winterspielen 1976 im österreichischen Innsbruck mit einer Delegation von vier Männern im alpinen Skisport teil.
Seit 1956 war es die fünfte Teilnahme Irans bei Olympischen Winterspielen.

## Flaggenträger
Lotfollah Kiashemshaki trug die Flagge Irans während der Eröffnungsfeier im Bergiselstadion.

## Teilnehmer nach Sportarten

### Ski Alpin
Herren:
- Ghorban Ali Kalhor
Abfahrt: 55. Platz – 1:59,15 min
Riesenslalom: 47. Platz – 4:08,95 min
Slalom: DNF
- Mohammad Kalhor
Abfahrt: DNF
Riesenslalom: DNF
Slalom: DNF
- Akbar Kalili
Abfahrt: 58. Platz – 2:00,32 min
Riesenslalom: DSQ
Slalom: DSQ
- Mohammad Hadj Kia Shemshaki
Abfahrt: 56. Platz – 1:59,44 min
Riesenslalom: DNF
Slalom: DSQ

## Weblink
- Iranische Olympiamannschaft 1976 in der Datenbank von Sports-Reference (englisch; archiviert vom Original)